# Mario Muñoz Monroy
Mario Muñoz Monroy (1912–1953) fue un médico cubano, miembro del grupo que participó en el Asalto al cuartel Moncada, en Santiago de Cuba. Inició sus estudios de medicina en la Universidad de La Habana en el curso 1934–1935, en una época de gran agitación política durante el gobierno de Gerardo Machado. Logró graduarse en 1942 y ejerció su profesión en su ciudad natal, Colón. 
Muñoz fue parte del Partido Ortodoxo y en 1952, a raíz del golpe de Estado de Fulgencio Batista, decidió formar parte de la que sería  denominada como Generación del Centenario, bajo el liderazgo de Fidel Castro, con el que sostuvo una cordial relación de amistad. En su casa se reunieron en numerosas ocasiones los conjurados y además prestó sus conocimientos en radiocomunicación. 
En el día del Asalto al cuartel Moncada, su misión principal era prestar atención médica a los heridos en el combate y fue asignado a la toma del Hospital Civil "General Saturnino Lora" en Santiago de Cuba. Al fracasar la acción armada, Muñoz fue apresado junto a dos compañeras, Haydeé Santamaría Cuadrado y Melba Hernández del Rey. En el camino, y después de que los oficiales le ordenaran adelantarse al grupo, fue asesinado por la espalda en presencia de ambas compañeras. Según declara Fidel Castro en el juicio por los hechos del Moncada, fue el primer revolucionario en ser asesinado tras la acción armada. 
Su muerte acaeció el 26 de julio de 1953, justo cuando cumplía 41 años de edad. Aparte de fungir como médico, Muñoz tenía en un principio la asignación de dirigir un Manifiesto Revolucionario para llamar a una huelga general en contra de Batista.
Actualmente, el Policlínico con Servicios de Hospitalización anteriormente Hospital General, del municipio Rafael Freyre, Holguín, lleva su nombre en su honor.
El tema del equipo está relacionado con el liniamieto # 98 .
Priorizar el programa nacional de medicamentos,  la eficiencia y control de los servicios farmacéuticos. Desarrollar y consolidar la medicina natural y tradicional , estimulando su empleo preventivo y terapéutico. 